# Remaucourt (Aisne)
Remaucourt település Franciaországban, Aisne megyében. Lakosainak száma 278 fő (2022. január 1.). Remaucourt Essigny-le-Petit, Fontaine-Uterte, Homblières, Lesdins, Morcourt és Sequehart községekkel határos.

## Népesség
A település népessége az elmúlt években az alábbi módon változott:
| Lakosok száma | 288  | 368  | 406  | 339  | 312  | 305  | 299  | 293  | 291  | 278  |
|               | 1968 | 1982 | 1990 | 2006 | 2013 | 2015 | 2017 | 2019 | 2020 | 2022 |